# Национальная библиотека Туниса
Национальная библиотека Туниса (араб. المكتبة الوطنية التونسية‎, фр. Bibliothèque nationale de Tunisie) — библиотека в Тунисе, столице одноимённого государства. Находится в управлении Министерства культуры Туниса.

## История
Была основана 8 марта 1885 года как Французская библиотека (фр. Bibliothèque française). Современное название получила в 1956 году после обретения Тунисом независимости. В 2005 году библиотека была переведена в другое здание недалеко от Национального архива Туниса и некоторых других важных институций.

## Фонд
Фонд библиотеки включает один 1 млн монографий, 40 тыс. рукописей, в том числе арабские иллюминированные рукописи с золочением, 13 тыс. периодических изданий и 5 тыс. карт, а также открытки, аудио- и видео- документы, микрофиши и микрофильмы. Коллекция библиотеки доступна через онлайн-каталог.